# Northrop Grumman B-2 Spirit
El Northrop B-2 Spirit, també conegut com a Stealth Bomber (“bombarder indetectable o furtiu”), és un avió bombarder estratègic pesant construït als Estats Units, amb tecnologia invisible o "furtiva" de baixa visibilitat. Està dissenyat per defugir les defenses antiaèries especialment denses. És una ala voladora dissenyada per Northrop (més tard Northrop Grumman) com a contractista principal, i Boeing, Hughes i Vought com a subcontractistes. Es va fabricar entre els anys 1987 i 2000. El bombarder pot llançar bombes convencionals i termonuclears, amb una càrrega de vuitanta bombes de la classe de 230 kg Mk 82 JDAM guiades per GPS, o setze bombes nuclears B83 de 1.100 kg. El B-2 és l'únic bombarder invisible que pot portar grans armes aire-terra.
El primer aparell es va mostrar públicament el 22 de novembre de 1988, a l'angar de la Força Aèria a Palmdale, Califòrnia. El seu primer vol va ser el 17 de juliol de 1989.
Va entrar en combat per primera vegada la nit del 24 de març de 1999 atacant Sèrbia. El B-2 va llançar bombes guiades per GPS JDAM contra les defenses antiaèries sèrbies. El 7 de maig de 1999, un B-2 va llançar projectils tocant l'ambaixada xinesa a Belgrad en una mala planificació dels objectius militars de l'atac.
El primer B-2 es va perdre en un accident d'enlairament a Andersen AFB a Guam el 23 de febrer de 2008. Els tripulants van expulsar-se de l'avió amb seguretat. L'avió s'havia construït el 1989 i portava 5.200 hores de vol.

## Característiques generals
- Tripulació: (2) 1 pilot (seient esquerre) 1 comandament (seient dret)
- Càrrega: 23.000 kg de bombes
- Longitud: 21 m
- Envergadura: 52,4 m
- Alçada: 5,2 m
- Superfície d'ales: 478 m²
- Pes buit: 71.700 kg
- Pes carregat: 152.200 kg
- Pes màxim d'enlairament: 170.600 kg
- Propulsió: 4× Turbofan General Electric F118-GE-100.
- Empenyiment normal: 77 kN (7852 kgf; 17 310 lbf) d'empenta cadascun.

## Rendiment
- Velocitat màxima operativa: 972 km/h (604 MPH; 525 kt) (Mach 0,95)
- Velocitat creuer: 870 km/h (541 MPH; 470 kt) (Mach 0,85)
- Abast: 11.100 km
- Sostre de vol: 15.200 m
- Càrrega d'ala: 329 kg/m²
- Ràtio impuls/pes: 0,205

## Armament
Allotjament: dues bodegues internes amb una capacitat de 23.000 kg, per carregar diferents combinacions d'armament.

### Bombes
- 80 bombes de caiguda lliure Mk 82 de 226.796 kg. (500 lliures) en suport vertical de bombes o BRA (Bomb Rack Assembly)
- 36 bombes de dispersió CBU de 340.195 kg. (750 lliures) en suport BRA
- 16 bombes de la classe de 907.186 kg (2.000 lliures) (Mk 84 de caiguda lliure, o JDAM-84/-102 guiades) en suport llançador rotatiu o RLA (Rotary Launcher Assembly)
- 16 bombes planadores AGM-154 JSOW
- 16 bombes nuclears B61 o B83 en suport RLA

### Míssils
- 16 míssils de creuer AGM-158 JASSM[2]